# New College (Université de Toronto)

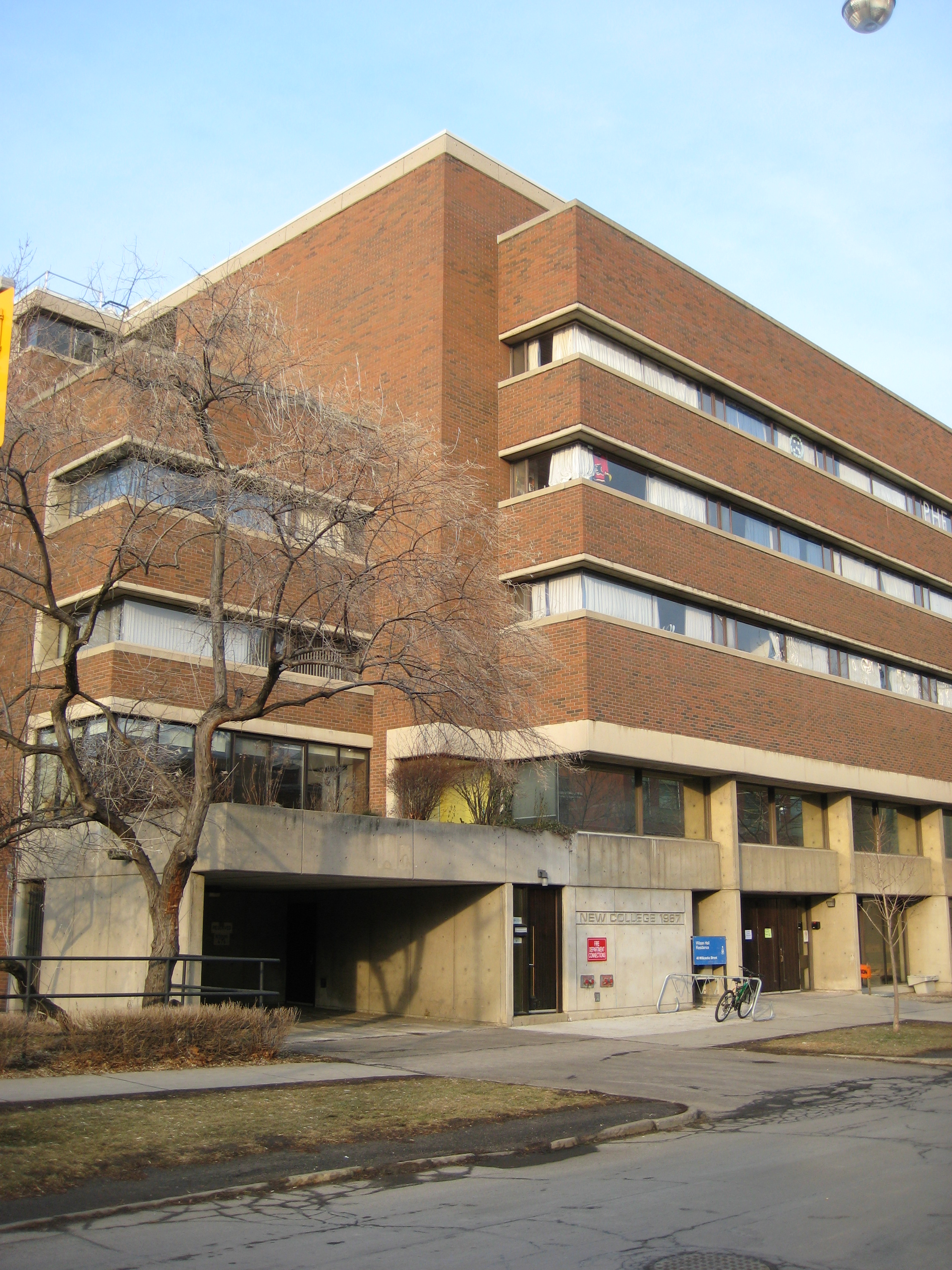
Le Wilson Hall, l'un des trois halls du New College de l'Université de Toronto.

Pour les articles homonymes, voir New College.
New College est l'un des collèges constituants de l'Université de Toronto, au Canada. C'est l'un des plus grands collèges, accueillant environ 4 000 étudiants. Il se situe sur Huron Street, dans la partie ouest du campus historique, à proximité des principaux bâtiments de recherche scientifique.

## Fondation
Fondé en 1962, New College est le premier collège créé au sein de l'Université de Toronto après le passage à l'organisation fédérale. Contrairement aux collèges Victoria, Trinity, et St. Michael's, qui ont rejoint l'Université en tant qu'entités fédérées, New College est membre constituant de celle-ci.
Le nom original du collège devait être « New King's College », un hommage à University College, qui portait le nom de King's College avant que l'Université reçoive sa charte royale.
À l'instar de Trinity, St. Hilda's et University, New College tire son nom de son cousin britannique, le New College de l'Université d'Oxford. Le système des collèges de l'Université de Toronto est d'ailleurs calqué sur celui d'Oxford.

## Caractère
New College regroupe depuis sa création des étudiants de plusieurs facultés : faculté des arts et sciences pour 3 500 d'entre eux, le reste provenant des facultés de sciences appliquées et ingénierie  et de pharmacie. Innis College, l'autre collège « multi-faculté » de l'université, était à l'origine prévu pour être une nouvelle aile de New College, avant de devenir indépendant en 1964.
New College est composé de trois halls : Wilson Hall, Wetmore Hall, et un nouveau hall nommé — très à propos — New Building, construit en 2003. Les chambres sont situées dans les étages supérieurs des bâtiments et peuvent héberger jusqu'à 857 étudiants ; aux étages inférieurs se trouvent la bibliothèque, la salle d'étude, des salles informatique, les bureaux de l'admiistration, des salles de cours ainsi que les réfectoires et des espaces de loisirs. Le nouveau bâtiment héberge également l'auditorium William Doo et un mini-gymnase.
New College attire particulièrement les étudiants qui souhaitent vivre à proximité des principales installations de l'université, comme la Robarts Library, le Sidney Smith Hall (le principal bâtiment de la faculté d'arts et sciences) ou le centre athlétique.
Wetmore et Wilson Hall, comme bien des constructions des années 1960, ont beaucoup perdu de leur attrait architectural, particulièrement face aux bâtiments des collèges plus anciens ou à ceux construits dans le cadre du programme de rénovation des édifices. Récemment, le tout nouveau New College Residence Hall a remporté des prix de design pour son motif de brique rouge, un clin d’œil au « nouvel urbanisme ».

## Vie étudiante
Le Conseil des étudiants organise diverses activités, comme des soirées cinéma, des concerts et des soirées à thème comme la soirée casino. Parmi ces événements, Mosaic est le plus connu ; il s'agit d'une soirée de musique, de danse et de performances autour de thèmes multiethniques. Mosaic se déroule habituellement dans l'auditorium William Doo, comme la plupart des autres initiatives du conseil.
Les conseils d'étage organisent différentes activités pour les étudiants qui vivent dans la résidence : dîners au restaurant, soirées cinéma, sorties en plein air (entraînement au trapèze, escalade, jeu de quilles…). Chaque étage dispose également d'un tuteur (don), un étudiant en fin d'études (postgraduate) qui vit avec les étudiants et leur offre aide et conseils.
La vie de la résidence tourne autour de la cafétéria du collège, qui est gérée par la compagnie privée Aramark. L'aire de repas est très grande, et plusieurs choix sont offerts aux étudiants à chaque repas. Des repas végétariens, végétaliens et halal (mais pas cacher) sont offerts sur demande.

## Spécialisation
Le collège entretient des liens particuliers avec l'ingénierie et les sciences en général : bon nombre de ses premiers responsables venaient de la faculté des sciences, dont notamment Wilson (issu de la faculté d'ingénierie) et Ivey (faculté de médecine). Aujourd'hui, comme beaucoup de collèges, il gère un certain nombre de programmes académiques ; parmi ceux-ci, le programme de biologie humaine est particulièrement important pour les médecins en formation. New College héberge aussi un centre d'aide pour les mathématiques, la statistique, l'économie et la finance.
Ces dernières années, New College a également développé des programmes d'études de zoologie, de civilisation (Asie du sud, Afrique, Caraïbes), sur les femmes, ou encore un programme d'études juives.

## Source
- (en) Cet article est partiellement ou en totalité issu de l’article de Wikipédia en anglais intitulé « New College, University of Toronto » (voir la liste des auteurs).